# Filippéi
Filippéi, en grec moderne : Φιλιππαίοι, est un village et un ancien dème du district régional de Grevená, en Macédoine-Occidentale, Grèce. Depuis 2010, il est fusionné au sein du dème de Grevená.
Selon le recensement de 2011, la population du dème compte 179 habitants tandis que celle du village s'élève à 145 habitants.